# 企鵝灣 (南喬治亞群島)
企鵝灣（英語：Penguin Bay）是南極洲的海灣，位於南喬治亞群島，處於海洋港東南面，在1931年由英國海軍繪入地圖，該海灣有大量海藻，由英國海外領土管轄。